# Dārāb
Darab (persisch داراب Dārāb) ist eine der Städte der Provinz Fars und des Stadtzentrums von Darab. Darab liegt in der südöstlichen Provinz Fars in Iran mit seiner langen Geschichte. Die Entfernung von Darab nach Schiras beträgt 245 km. Die Städte Neyriz, Fasa, Estahban, Dschahrom, Zarin Dascht und Larestan sind Nachbarn und ähneln Sirdschan, der Provinz Kerman und der Provinz Hormozgan.
60 Kilometer südwestlich von Darab liegt Haddschiab (Hadschiabad usw.) mit der archäologischen Fundstätte Toll-e Sefidak.

## Dārābgerd
7 km südwestlich von Dārāb befinden sich die Ruinen von Darabagerd (Dārābgerd), der ehemaligen Hauptstadt der Region Darabjerd (heute Qal'a oder Kandaq Dahia). „Dārā“, ein achämenidischer König beziehungsweise lokaler Herrscher, gilt als Begründer der Stadt. Dem Historiker Tabari zufolge unternahm Ardaschir I. von hier aus seine ersten Eroberungszüge, bevor er seine Residenz nach Ardeschir Chureh (Firuzabad) verlegte.
Drei Felsreliefs aus früher sassanidischer Zeit und eine Zitadelle aus Lehmziegeln mit reichen Stuckverzierungen aus der Zeit Schapur II. (4. Jahrhundert) sind hier zu sehen.
In Darab werden Tabak, Baumwolle, Weizen, Zitrusfrüchte, Datteln, Wein, Gemüse und Rosen angebaut. Weiterhin befinden sich am Ort Salzminen. Die Stadt ist außerdem für ihre Teppiche und Stickereien bekannt.